# Jan Egil Storholt
Jan Egil Storholt (n. 13 februarie 1949, Comuna Meldal, Sør-Trøndelag, Norvegia) este un patinator de viteză ce a reprezentat Norvegia, medaliat olimpic. A participat la 2 ediții ale Jocurilor Olimpice (1976, 1980) în care a câștigat o medalie de aur.